# Herman Hennink Monkau
Herman Hennink Monkau (Amsterdam, 1935) is een Nederlands-Surinaamse schrijver en industrieel vormgever.

## Biografie
Hennink Monkau is de zoon van een Surinaamse vader en Nederlandse moeder. In de 1950 vestigde hij zich als modeontwerper in Amsterdam na een opleiding aan het Instituut voor Kunstnijverheids Onderwijs (Rietveld Academie). Later werkte hij als ontwerper in Parijs, Frankfurt, Cosenza (Zuid-Italië) en Los Angeles. 
In 1975 emigreerde hij naar het land van zijn vader, Suriname, waar hij het ontwerpbureau Ideoplastos opzette. Hij renoveerde volgens eigen ontwerp de lobby van Hotel Krasnapolsky, ontwierp en produceerde in 1978 de eerste moderne stadsplattegrond van Paramaribo inclusief toeristengids met vogelvluchtprent. Van de Sergeantencoup in februari 1980 deed hij verslag in Sranang, als bij heldere hemel .. : 25 februari - 3 maart 1980 (1980). Van 1983 tot 1986 werkte hij als columnist voor Het Parool onder het pseudoniem "Bakra". In de jaren 90 keerde hij terug naar Amsterdam na een verblijf in Los Angeles en Zuid-Italië.
In oktober 2006 verscheen zijn boek De kleurling bij Prometheus. In de vorm van een reeks gesprekken tussen Surinamers en Nederlanders van allerlei slag doet hij verslag van hoe de eerste Surinaamse emigranten de komst naar Nederland hebben ervaren, hoe zij hun weg vonden in het Nederland van economische crisis en de vroege jazzmuziek in de jaren 30, de oorlogsjaren '40-'45 en waarom zij zich vrijer konden bewegen in de oorlogsjaren dan de joden. Vervolgens komen de naoorlogse jaren aan bod: wat is integratie, wat is aanpassing? Hoe veranderde de blik van de Surinamers op hun land van herkomst? En hoe veranderde Nederland gaandeweg de 20e eeuw? Bekende migrantenthema's als racisme, huidskleur en winterkoude komen aan bod, maar doordat de vriendschap met een joodse jongen ook vaak meespeelt is de behandeling ervan allesbehalve clichématig. Ook de eerder gepubliceerde tekst over de Surinaamse 'revolutie' van 1980, Sranang, als by heldere hemel…, staat achter in het boek afgedrukt.
Herman Hennink Monkau publiceerde ook in De Ware Tijd, The Los Angeles Times, Oso en Rôof.
Hij werkt nu aan "Matzeliger's droom, het genie van de Cottica", een geromantiseerde biografie (in 2007 uitgekomen) en script voor een educatieve dvd over het leven van Jan Ernst Matzeliger, de in Suriname geboren zoon van een Nederlandse ingenieur en een zwarte Surinaamse slavin, die als uitvinder in de Verenigde Staten een wereldwijde revolutie veroorzaakte in de schoenindustrie met zijn 'Automatic Shoe Lasting Machine'. 